# Zdobysław Stawczyk
Zdobysław Stawczyk (ur. 1 czerwca 1923 w Częstochowie, zm. 1 września 2005 w Poznaniu) – lekkoatleta polski sprinter, zwycięzca Plebiscytu "Przeglądu Sportowego" na sportowca roku 1949.

## Życiorys
Syn Władysława. Reprezentował klub Victoria Częstochowa, następnie AZS Poznań. Zdobył 9 tytułów mistrza Polski w kilku konkurencjach – biegu na 100 m, 200 m, sztafecie 4x100 m oraz pięcioboju (w latach 1948–1954). Ustanowił jedenaście rekordów Polski.
Największe sukcesy odniósł na Akademickich Mistrzostwach Świata. W Budapeszcie w 1949 sięgnął po złoty medal na 200 m oraz dwa brązowe – na 100 m i w sztafecie 800+400+200+200 m. Podczas Akademickich Mistrzostw Świata w Budapeszcie w 1954 zwyciężył na 100 m i 200 m. 
W 1952 startował na igrzyskach olimpijskich w Helsinkach, ale bez większych sukcesów. Indywidualnie na 200 m odpadł w biegach ćwierćfinałowych, w sztafecie 4 x 100 m odpadł w półfinale.
Sukcesy na mistrzostwach akademickich zapewniły Stawczykowi zwycięstwo w plebiscycie "Przeglądu Sportowego" w 1949. W głosowaniu wyprzedził boksera Janusza Kasperczaka.
Ukończył studia w Wyższej Szkole Wychowania Fizycznego w Poznaniu (później przemianowanej na Akademię Wychowania Fizycznego). Otrzymał nominację profesorską w dziedzinie wychowania fizycznego, wykładał na tej uczelni, był dyrektorem Instytutu Wychowania Fizycznego i Sportu oraz rektorem. Autor wielu opracowań naukowych, m.in.:
- Morfofunkcjonalne podstawy skoków lekkoatletycznych (1967)
- Gry i zabawy lekkoatletyczne dla młodzieży szkolnej (1970)
- Motoryka człowieka jako przedmiot badań w wychowaniu fizycznym i sporcie (1978)
- Ćwiczenia ogólnorozwojowe (1985)

Został m.in. uhonorowany medalem Kalos Kagathos (1989), a także odznaczeniami państwowymi (Krzyż Oficerski Orderu Odrodzenia Polski w 1994) oraz tytułem "Zasłużony Mistrz Sportu".
Został pochowany na Cmentarzu Junikowo w Poznaniu w Alei Zasłużonych.